# Condado de Clatsop
El condado de Clatsop es uno de los 36 condados del estado de Oregón, Estados Unidos. La sede del condado es Astoria, al igual que su mayor ciudad. El condado tiene un área de 2.809 km² (de los cuales 667 km² están cubiertos por agua) y una población de 35.630 habitantes, para una densidad de población de 17 hab/km² (según censo nacional de 2000). Este condado fue fundado en 1844.

## Demografía
Para el censo de 2000, había 35.630 personas, 14.703 cabezas de familia, y 9.454 familias residiendo en el condado. La densidad de población era de 43 habitantes por milla cuadrada.
La composición racial del condado era:
- 93,14% blancos
- 0,52% negros o negros americanos
- 1,03% nativos americanos
- 1,21% asiáticos
- 0,17% isleños
- 1,64% otras razas
- 2,30% de dos o más razas.

Había 14.703 cabezas de familia, de las cuales el 28,50% tenían menores de 18 años viviendo con ellas, el 50,60% eran parejas casadas viviendo juntas, el 9,70% eran mujeres cabeza de familia monoparental (sin cónyuge), y 35,70% no eran familias.
El tamaño promedio de una familia era de 2,88 miembros.
En el condado el 23,70% de la población tenía menos de 18 años, el 8,90% tenía de 18 a 24 años, el 25,30% tenía de 25 a 44, el 26,60% de 45 a 64, y el 15,60% eran mayores de 65 años. La edad promedio era de 40 años. Por cada 100 mujeres había 97,80 hombres. Por cada 100 mujeres mayores de 18 años había 95,10 hombres.

## Economía
Los ingresos medios de una cabeza de familia del condado eran de USD$36.301 y el ingreso medio familiar era de $44.575. Los hombres tenían unos ingresos medios de $32.153 frente a $22.479 de las mujeres. El ingreso per cápita del condado era de $19.515. El 9,10% de las familias y el 13,20% de la población estaban debajo de la línea de pobreza. Del total de gente en esta situación, 16,80% tenían menos de 18 y el 8,00% tenían 65 años o más.

## Ciudades y pueblos

### Incorporadas
- Astoria
- Cannon Beach
- Gearhart
- Seaside
- Warrenton

### Áreas no incorporadas y lugares designados por el censo
| - Bradwood - Brownsmead - Butterfield - Cannon Beach Junction - Carnahan - Clatsop Station - Clifton - Elsie - Emerald Heights (dentro de la ciudad de Astoria) - Fern Hill - Fort Stevens (dentro de la parte norte de la ciudad de Warrenton) - Glenwood - Hamlet - Hammond (dentro de la parte norte de la ciudad de Warrenton) - Jeffers Garden - Jewell - Knappa | - Knappa Junction - Melville - Miles Crossing - Neawanna Station (Dentro de la parte norte de la ciudad de Seaside) - Necanicun Junction - Oklahoma Hill - Olney - Sunset Beach - Svensen - Svensen Junction - Taylorville - Tolovana Park (Dentro de la ciudad de Cannon Beach) - Tongue Point Village (Dentro de la parte oeste de la ciudad de Astoria) - Vinemaple - Wauna - West Lake - Westport |